# Slag bij Kassel (1328)

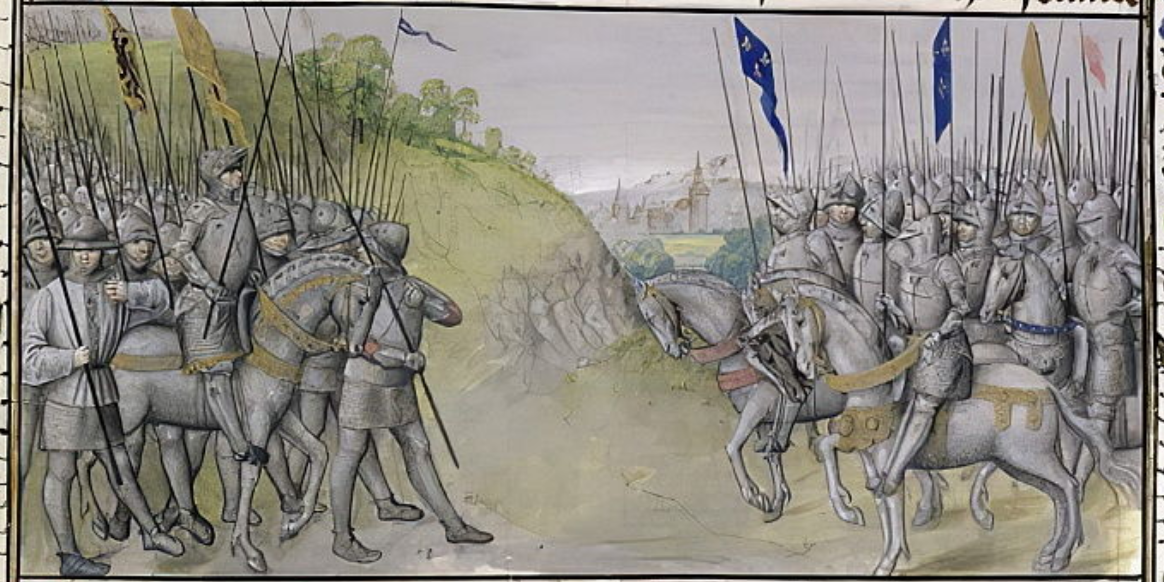
Het treffen op een Vlaamse miniatuur uit 1477

De Slag bij Kassel werd op 23 augustus 1328 vlak bij de nu in Frankrijk liggende stad Kassel geleverd. Het is een van de drie veldslagen die daar werden geleverd, naast de Slag bij Kassel in 1071 en in 1677. Het wandelpad Sentier d'Oxelaëre, op de noordoostelijke flank van de Kasselberg, loopt langs het slagveld.
Vlaamse troepen (het Kerelsleger) onder leiding van Nicolaas Zannekin, een vrij gegoede landbouwer uit Lampernisse in Veurne-Ambacht, werden hier door het leger van koning Filips VI van Frankrijk verpletterend verslagen. Hiermee eindigde de opstand van Kust-Vlaanderen (1323-1328).

## Aanloop
In het graafschap Vlaanderen nam het oproer toe. De in 1322 aangestelde graaf Lodewijk I van Vlaanderen, opgevoed aan het hof van Franse koning Filips IV van Frankrijk en getrouwd met zijn kleindochter Margaretha, opvolger van zijn grootvader Robrecht III van Vlaanderen, inde de hoge belastingen in opdracht van de Franse koning, opgelegd in het Verdrag van Athis-sur-Orge van 1305.  De graaf wilde zijn macht verstevigen en nam privileges op de kanalen af van de stad Brugge. De opstand van Kust-Vlaanderen, van de Brugse wevers en de boeren, vanaf 1323 was hiermee een feit.
Filips VI van Valois besloot na zijn kroning een militaire campagne te voeren in Vlaanderen, waarvan de inwoners in opstand kwamen tegen graaf Lodewijk van Nevers. De Bruggelingen, gewend aan vrijheid na de Slag der Gulden Sporen (1302), weigerden de feodale rechten van de adel te erkennen.

### Rol van de kerk
Paus Johannes XXII hernieuwde op 6 april 1327 het interdict van 1309 (ontzegging van de toediening van de sacramenten en kerkelijke begrafenis wanneer de verdrag van Athis-sur-Orge door de inwoners van het graafschap Vlaanderen werd gebroken) op verzoek van de Franse koning. Hierdoor ontstond er ook onenigheid binnen de Vlaamse clerus over het al of niet toepassen ervan. Geestelijken die voor hun leven vreesden, legden de pauselijke verordening naast zich neer. Jean Laing, deken van Sint-Winoksbergen, riep de geestelijken van zijn ambtsgebied samen om massale afvalligheid te vermijden en hen op hun plichten te wijzen. Jacob Peyt, een volksleider uit Hondschote, verzamelde zijn volgelingen om Laing gevangen te nemen maar die wist te ontsnappen. Peyt zette de verzamelde geestelijkheid onder druk om het interdict niet op te volgen. Hij wist zich gesteund door de meerderheid van de bevolking die zich niet stoorde aan de pauselijke maatregel. Men zag paus Johannes XXII, die in Avignon was gevestigd, als een machtsinstrument in de handen van de Franse koning. Aan de andere kant waren er tal van geestelijken die zich aan de verordening niets gelegen lieten.

### Invloed van het Franse en Engelse koningshuis
Na het aantreden van de Engelse koning Eduard III in 1327 vreesde graaf Lodewijk I van Vlaanderen tegenover een sterke Vlaams-Engelse coalitie komen te staan en riep de Franse koning Karel IV op om tussenbeide te komen. Hij vertrok vanuit Gent, het laatste Fransgezinde bolwerk in Vlaanderen, om in Parijs zijn zaak te bepleiten.
Op 24 januari 1328 huwde de Engelse koning, veertien jaar oud, met de nog jongere Filippa van Henegouwen, dochter van Willem van Avesnes, graaf van Henegouwen-Holland en bondgenoot van de Franse koning. Willem de Deken, burgemeester van Brugge, en met hem de opstandige Vlamingen, hoopten dat de Henegouwse graaf door het huwelijk van kamp zou wisselen.
De Franse koning stierf onverwacht op 1 februari 1328. De Engelse koning Eduard III eiste de troon op maar de hoge Franse adel gaf de voorkeur aan Filips, een zoon van Karel van Valois en kleinzoon van Filips III van Frankrijk (koning tussen 1270-1285) en neef van Filips IV. Filips besteeg als Filips VI de troon. De paus drong er bij hem op aan korte metten te maken met de Vlaamse opstand. De paus wilde de gevestigde machten niet aangetast zien. De Vlamingen hadden trouwens het interdict dat hij over hen had uitgesproken genegeerd.
Tijdens deze periode van rust voor Vlaanderen hadden heel wat edelen zich opnieuw in hun kastelen geïnstalleerd. Ze werden door de Vlamingen overvallen en gedood. De nieuwbakken Franse koning ging onmiddellijk in op de vraag van graaf Lodewijk van Nevers, die aanwezig was op diens kroningsplechtigheid, om militair tussenbeide te komen.
Willem de Deken begaf zich in juni 1328 naar Engeland om steun te vragen voor de Vlaamse democratische beweging. Eduard, die leenhulde had gebracht aan de Franse koning voor zijn koloniën in Frankrijk, had zich met de Franse koning verzoend. In eigen land had hij de handen vol met de opstand van de Schotten. Eduards houding ten opzichte van de Fransen bleef dubbelzinnig. Hij bleef zijn rechten op de Franse troon opeisen.

### Situatie bij de Vlamingen
Zo stonden de Vlamingen er in 1328 alleen voor. De Vlaamse graaf Lodewijk joeg hen definitief tegen zich in het harnas toen hij bij de bisschop van Parijs een document ondertekende waarin werd bepaald dat iedereen die hem geweld zou aandoen, in de ban van de kerk zou worden geslagen. Hij verklaarde zich ook akkoord om alle bezittingen van de opstandelingen verbeurd te verklaren en dat de helft van de opbrengst in de Franse schatkist terecht zou komen. Toch slaagden de Vlamingen er niet in eensgezindheid binnen hun rangen te bewaren. Ieper voerde oorlog met Poperinge wegens het schenden van het Ieperse monopolie op de lakenproductie; Jan Breydel en zijn medestanders werden in Brugge op 8 augustus 1328 vermoord toen men erachter kwam dat Breydel een medestander van de graaf was.

### Het Franse leger
Een van de aanvoerders van het Franse leger was graaf Willem I van Henegouwen-Holland. Hij stond aan het hoofd van Henegouwse, Hollandse, Zeeuwse en Friese ruiters. De Noord-Nederlandse deelname aan de slag tegen de Vlamingen was groot. Daarnaast had de Franse koning boogschutters uit de Provence, Genua en Languedoc in zijn leger, samen met soldaten uit Bohemen, de koning Filips III van Navarra, de kroonprins van Jan de Blinde van Oostenrijk, de hertogen  Odo IV van Bourgondië, Jan III van Bretagne, Ferry IV van Lotharingen en Lodewijk I van Bourbon, de graven  Karel II van Alençon, Eduard I van Bar en Eduard van Savoye. De kwaliteit en de kwantiteit van dit leger dat hij in Atrecht had verzameld was superieur aan al de voorgaande. Filips VI wilde een herhaling van de Guldensporenslag vermijden. 2500 zwaarbewapende ridders te paard en ongeveer 12.000 man lichte infanterie en kruisboogschutters vormden de opstelling. De kosten om dit leger bijeen te krijgen waren fenomenaal; ze zouden uiteindelijk met Vlaams geld worden betaald.
Graaf Lodewijk was niet aanwezig: hij was naar Vlaanderen teruggekeerd, vermoedelijk om meer troepen te ronselen in en rond Oudenaarde en Gent.

## De veldslag

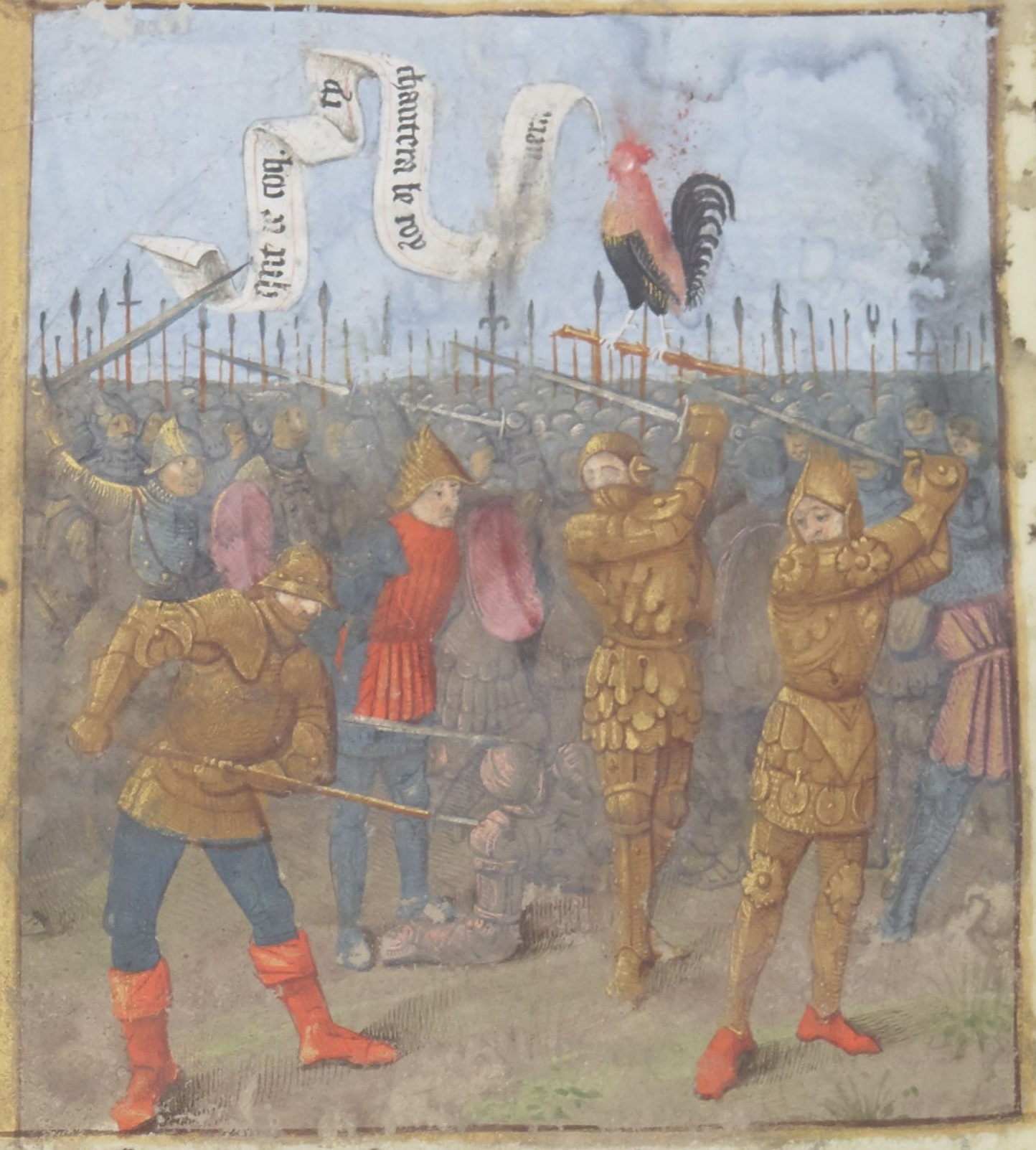
De uitdagende haan en banderol in de Grandes Chroniques de France (1471)

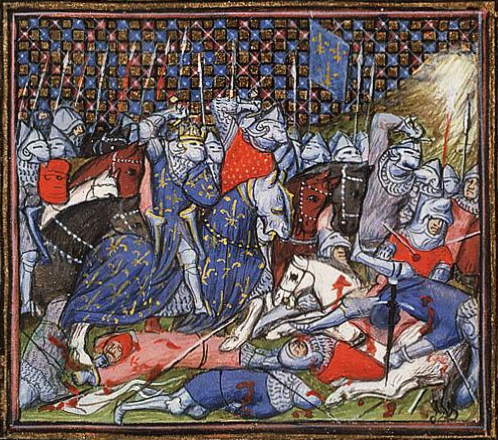
De veldslag tussen de Vlamingen en de Fransen bij Kassel

Filips had duidelijk de bedoeling de Vlaamse krachten te versnipperen. Hij liet een troepenmacht langs de Leie oprukken. Het Vlaams leger was ook verplicht Rijsel (door de milities van de kasselrijen Kortrijk en Ieper) en Doornik (door Brugge ) te bewaken tegen mogelijke uitvallen van koninklijke of grafelijke troepen. Brugge moest ook zijn milities inzetten om de Gentenaren onder controle te houden. Het leger van de opstandelingen van de kasselrijen Veurne, Sint-Winoksbergen, Belle, Kassel, Poperinge en Broekburg marcheerde op Sint-Omaars. De Franse legermacht was intussen aan de abdij van Waasten opgesteld. Nicolaas Zannekin, Zeger Janszone en Lambrecht Bovyn (de leiders), samen met 15.000 strijders aanwezig, zochten een verdedigende positie op de hogergelegen Kasselberg en konden zo de bewegingen van de Fransen, een kleine 4 km van hem verwijderd, perfect volgen.
De Vlamingen voelden zich veilig in hun hoge positie en tartten de Fransen met een rood doek, waarop ze een haan hadden geschilderd met de tekst:
| Le roi trouvé ça entrera,   | De gevonden koning zal hier binnenkomen, |
| Quant ce coq ci chanté ara. | Wanneer deze haan gekraaid zal hebben.   |
De schimp was niet alleen dat een geschilderde haan nooit zou kraaien, maar ook dat de koning "gevonden" (repertum) was, wat verwees naar de breuk tussen het Huis Capet en het Huis Valois (de vorige koning had geen rechtstreekse afstammelingen en dus was Filips verkozen door de pairs, wat aanleiding zou geven tot de Honderdjarige Oorlog).
Gedurende drie dagen gebeurde er zo goed als niets. De Fransen probeerden de Vlaamse troepen uit te putten en uit hun gunstige positie weg te lokken. Op 23 augustus stak een Franse legermacht onder Robrecht van Kassel verscheidene dorpen in de buurt in brand om de Vlamingen tot reactie te verplichten maar de manoeuvre mislukte.
Die dag was het snikheet. De Franse ridders hadden hun harnassen afgelegd en verpoosden. Zannekin die het plan had afgewezen om het Franse kamp de nacht ervoor aan te vallen besloot nu zijn kans te wagen met een verrassingsaanval. Hij deelde zijn strijdmacht op in drie divisies. Zelf nam hij het bevel over de eerste die het Franse centrum aanviel. De tweede divisie kreeg de opdracht de linkervleugel - Henegouwers, Hollanders en Friezen - aan te vallen. De derde divisie plaatste hij in reserve. In stilte daalde de troepen de Kasselberg af.  De tweede divisie boekte niet veel succes. Het Franse leger was toch paraat en vingen de Vlamingen op. Met de aanval van Zannekin verliep het stukken beter. Ze bereikten bijna de tent van de koning. Een deel van Franse voetvolk vluchtte in paniek richting Sint-Omaars. De hertogen van Bourgondië en Bretagne, de graven van Bar, Boulogne en Savoye ontkwamen ternauwernood aan de dood en werden zwaargewond afgevoerd. Toen de Franse ridders zich van de verrassing herstelden en een tegenaanval organiseerde, nam de strijd een andere wending. Robrecht van Kassel, die intussen terug was van zijn strooptocht, viel de eerste divisie in de rug aan. Het Vlaamse leger werd uiteengeslagen en verslagen en 3200 Vlamingen vonden de dood. Zannekin sneuvelde tijdens de slag.

## Vervolg
In 1336 blokkeert de koning van Engeland export van wol naar Vlaanderen, wat leidt tot armoede in Vlaanderen, Op 30 april 1337 verklaart de koning van Frankrijk Engeland de oorlog (Honderdjarige Oorlog). In november 1337 wint Engeland de Slag bij Cadzand. Door de oorlog komt Vlaanderen weer in opstand december 1337 onder leiding van Gent en Jacob van Artevelde.